# 20,000 Men a Year
20,000 Men a Year è un film statunitense del 1939 diretto da Alfred E. Green.

## Trama
Jim Howell, un funzionario dell'Aeronautica Civile, ha messo a terra Brand Reynolds per il volo sconsiderato. Reynolds ha avviato una scuola di volo, ma ha scarso successo fino a quando Howell non chiede alla CAA di trasformare la scuola di Brad in un centro di programma di addestramento dei piloti civili. Howell lo fa in modo anonimo poiché Brad nutre ancora rancore nei suoi confronti. Tra gli studenti universitari che prendono lezioni di volo ci sono Skip Rogers, la cui sorella Ann, si oppone al suo volo finché non incontra e si innamora di Brad. Ma, durante il volo di addestramento speciale l'aereo su cui viaggiavano Brad e Tommy viene distrutto, Brad apre il suo paracadute e salva Tommy.